# Вест-Віндзор (Нью-Джерсі)
Вест-Віндзор (англ. West Windsor) — селище (англ. village) в США, в окрузі Мерсер штату Нью-Джерсі. Населення — 29 518 осіб (2020).

### Клімат
| Клімат : Вест-Віндзор   | Клімат : Вест-Віндзор | Клімат : Вест-Віндзор | Клімат : Вест-Віндзор | Клімат : Вест-Віндзор | Клімат : Вест-Віндзор | Клімат : Вест-Віндзор | Клімат : Вест-Віндзор | Клімат : Вест-Віндзор | Клімат : Вест-Віндзор | Клімат : Вест-Віндзор | Клімат : Вест-Віндзор | Клімат : Вест-Віндзор | Клімат : Вест-Віндзор |
| Показник                | Січ.                  | Лют.                  | Бер.                  | Квіт.                 | Трав.                 | Черв.                 | Лип.                  | Серп.                 | Вер.                  | Жовт.                 | Лист.                 | Груд.                 | Рік                   |
| Середній максимум, °C   | 4,3                   | 6,2                   | 10,7                  | 17,2                  | 22,6                  | 27,7                  | 30,2                  | 29,2                  | 25,3                  | 19,1                  | 13,1                  | 6,8                   | 17,7                  |
| Середня температура, °C | −0,4                  | 1,1                   | 5,2                   | 11,0                  | 16,3                  | 21,6                  | 24,1                  | 23,3                  | 19,2                  | 12,8                  | 7,6                   | 2,2                   | 12,1                  |
| Середній мінімум, °C    | −5,2                  | −3,9                  | −0,3                  | 4,8                   | 9,9                   | 15,3                  | 18,1                  | 17,3                  | 13,1                  | 6,6                   | 2,1                   | −2,6                  | 6,3                   |
| Норма опадів, мм        | 86                    | 68                    | 104                   | 104                   | 105                   | 109                   | 135                   | 103                   | 109                   | 99                    | 92                    | 101                   | 1216                  |
| Вологість повітря, %    | 65.6                  | 62.1                  | 57.9                  | 57.8                  | 62.8                  | 66.8                  | 67.0                  | 69.5                  | 70.7                  | 69.5                  | 67.3                  | 67.3                  | 65.4                  |
| ----------------------- | --------------------- | --------------------- | --------------------- | --------------------- | --------------------- | --------------------- | --------------------- | --------------------- | --------------------- | --------------------- | --------------------- | --------------------- | --------------------- |
| Джерело: PRISM          |                       |                       |                       |                       |                       |                       |                       |                       |                       |                       |                       |                       |                       |

## Демографія
Згідно з переписом 2010 року, у селищі мешкало 27 165 осіб у 9449 домогосподарствах у складі 7610 родин. Було 9810 помешкань
Расовий склад населення:
| - 54,9 % — білих - 37,7 % — азіатів - 3,7 % — чорних або афроамериканців - 0,1 % — корінних американців - 1,0 % — осіб інших рас |

До двох чи більше рас належало 2,6 %. Частка іспаномовних становила 4,5 % від усіх жителів.
За віковим діапазоном населення розподілялося таким чином: 28,4 % — особи молодші 18 років, 60,8 % — особи у віці 18—64 років, 10,8 % — особи у віці 65 років та старші. Медіана віку мешканця становила 39,6 року. На 100 осіб жіночої статі у селищі припадало 94,7 чоловіків;  на 100 жінок у віці від 18 років та старших — 91,4 чоловіків також старших 18 років.
Середній дохід на одне домашнє господарство  становив 189 088 доларів США (медіана — 161 750), а середній дохід на одну сім'ю — 215 395 доларів (медіана — 183 512). Медіана доходів становила 130 299 доларів для чоловіків та 83 059 доларів для жінок. За межею бідності перебувало 3,5 % осіб, у тому числі 4,1 % дітей у віці до 18 років та 4,4 % осіб у віці 65 років та старших.
Цивільне працевлаштоване населення становило 13 632 особи. Основні галузі зайнятості: освіта, охорона здоров'я та соціальна допомога — 24,8 %, науковці, спеціалісти, менеджери — 22,9 %, фінанси, страхування та нерухомість — 18,4 %.